# Сарибулак (Байдібека район)
Сарибула́к (каз. Сарыбұлақ) — село у складі району Байдібека Туркестанської області Казахстану. Входить до складу Боралдайського сільського округу.
До 2001 року село називалось Кизиларик.
Населення — 708 осіб (2021; 762 у 2009, 639 у 1999, 585 у 1989).